# راینهارد مایر
راینهارد فردریش مایکل می (زاده ۲۱ دسامبر ۱۹۴۲ در برلین) موسیقیدان آلمانی است و از اواخر دهه ۱۹۶۰ یکی از محبوب‌ترین خواننده‌ها و ترانه‌سرای آلمان است. نام مستعار او فردریک می (در کشور فرانسه)، آلفونس یوندراشک و راینر می است.

## زندگی
راینهارد می در ناحیه ویلمرزدورف برلین به عنوان فرزند دوم وکیل گرهارد می و معلم هرتا می، (خواهرزاده) به دنیا آمد. پدرش علاقه او را به فرهنگ‌ها و زبان‌های خارجی برانگیخت. او در ژیمنازیم فرانسوی در برلین شرکت کرد و در سال ۱۹۶۳ مدرک لیسانس فرانسوی و ابیتور آلمانی را در آنجا به دریافت کرد. او درکلاس دوازدهم به دلیل نمرات بد در زبان آلمانی، ریاضیات و فیزیک مجبور شد کلاس را تکرار کند. همکلاسی‌های می در دبیرستان فرانسوی شامل خواننده و ترانه‌سرای بعدی اولریش روسکی و دانشمند علوم سیاسی گسینه شوان بودند. او به عنوان دانشجوی مبادله چندین بار با یک زوج فرانسوی که از دوستان والدینش بودند، اقامت کرد. می پس از آن دوره کارآموزی خود را به عنوان کارمند صنعتی در شرینگ برلین به پایان رساند. پس از تحصیل در رشته مدیریت بازرگانی در دانشگاه فنی برلین، پس از شش ترم تحصیل را رها کرد تا زمان خود را به ترانه‌سرایی اختصاص دهد.
می در دوازده سالگی اولین درس پیانو خود را گذراند، در چهارده سالگی اولین گیتار خود را (به صورت امانتی از عمه اش) دریافت کرد، اندکی بعد گیتار خود را به قیمت ۴۰ مارک خرید. او خودش یادگرفت که ترومپت بزند. در حالی که هنوز در مدرسه بود، او و دوستانش با اجرای موسیقی اسکیفل در گروه Rotten Radish Skiffle Guys، که در سال ۱۹۵۷ تأسیس شد، تجربه روی صحنه به دست آورد، که او آهنگی به همین نام را در آلبوم خود Mairegen در سال ۲۰۱۰ به آنها تقدیم کرد. در سال ۱۹۶۱، گروه Les Trois Affamés (سه گرسنه) با همکلاسی‌هایش ولفگانگ «شوبرت» شولز و کریستین پچنر تشکیل شد. اولین آهنگ می، می‌خواستم مثل اورفئوس بخوانم، در سال ۱۹۶۴ منتشر شد. در همان سال او این فرصت را به دست آورد تا آهنگ‌های خود را در جشنواره بین‌المللی فولکلور شانسون در Burg Waldeck، قلعه ای ویران شده در رشته‌کوه هونزروک اجرا کند. در سال ۱۹۶۶ با خواننده و ترانه‌سرا، هانس وادر، هم سن و سال خود آشنا شد. در سال ۱۹۶۷ او برای آلمان در جشنواره Knokke در بلژیک نامزد شد. این منجر به اولین قرارداد فرانسوی او شد.
در سال ۱۹۶۷، راینهارد می برای مدتی به همراه هانس وادر در آلمان تور برگزار کرد و با او در کلوپ‌ها و صحنه‌های تئاتر اجرا کرد. از آنجایی که در آن زمان رپرتوار هر دو نوازنده برای یک کنسرت کامل بسیار کم بود، آنها با برنامه مشترک قطعات آلمانی و فرانسوی خود به اجرای برنامه پرداختند. با این حال، پس از اجرای موفقیت‌آمیز ویژه ای در سالن اصلی دانشگاه هامبورگ، می تصمیم گرفت اجراهای مشترک را ادامه ندهد.
همچنین در سال ۱۹۶۷ با اینترکورد در آلمان قراردادی ضبط کرد. در ابتدا، طبق گفته اشپیگل، «مطمئناً به نظر می‌رسید که حرفه این خواننده و ترانه‌سرا از نظر تجاری در حاشیه به پایان می‌رسد. از آنجا که پسر کارمند دولت از طریق میخانه‌های دانشجویی، بارهای زیرزمینی و سالن‌های ورزشی استانی - بدون هیچ پاسخ قابل توجهی، به گردش درآمد. برای سال‌ها، کسب‌وکار سرگرمی آلمان به سختی متوجه او می‌شد یا در بهترین حالت او را مسخره می‌کرد: «می یک خرچنگ است». محبوبیت اندکی از طریق شرکت گاه به گاه رادیو و تلویزیون به دست آورد، تا سال ۱۹۷۱ بود که ال پی دوگانه راینهارد می او را زنده آورد (۲۵۰۰۰۰ نسخه تا اکتبر ۱۹۷۱ فروخته شد) و آهنگ Der Mörder ist immer der. موفقیت گارتنر برای مخاطبان انبوه بدست آورد.
می در سال ۱۹۶۷ با کریستین فرانسوی ازدواج کرد. و در سال ۱۹۷۶ طلاق گرفت. می از سال ۱۹۷۷ با همسرش هلا ازدواج کرده و در برلین-فروناو زندگی می‌کند. پسران فردریک (۱۹۷۶) و ماکسیمیلیان (1982-2014) و دخترشان ویکتوریا-لویز می (۱۹۸۵)، که آهنگی را روی سی‌دی‌های Mr. Lee و Das Haus an der Ampel می‌خواند و در توری به همین نام در سال ۲۰۱۷/۲۰۱۸ به عنوان عکاس بازی کرد. پسرش فردریک به عنوان خلبان کار می‌کند.
ماکسیمیلیان پسر می در ماه می ۲۰۱۴ پس از یک کما که حدود پنج سال به طول کشید و ناشی از پنومونی تأخیری و آریتمی قلبی بود، درگذشت. او ۳۲ سال داشت.

## نام مستعار
او نام مستعار می فردریک می را از نسخه فرانسوی نام میانی خود فردریش گرفته‌است. او این نام را را به دلایل آوایی انتخاب کرد، زیرا به نظر او نام کوچک فرانسوی Renaud، که مطابق با آلمانی Reinhard است، منجر به تلفظ نامطلوب فرانسوی می‌شد. صدای رنو مانند رنو و به عنوان نام کامل Renaud Mey شبیه به renommée است.
نام مستعار دیگر آلفونسو یوندارچک بود که تحت آن آهنگ Gute Nacht,Freunde را برای دو نفر Inga &amp; Wolf نوشت. آنها قرار بود در مسابقه آواز یوروویژن ۱۹۷۲ شرکت کنند. در دور مقدماتی آلمان در ۱۹. فوریه ۱۹۷۲، این آهنگ در رتبه چهارم قرار گرفت. می قبلاً از این نام در آهنگ Ankomme Freitag den 13 در آلبومی با این نام استفاده کرده بود، که در آن تأیید می‌کند که «قطعاً آلفونس یوندراشک نیست». در اثر می نیز از او یاد شده‌است: در Zwei Hühner auf dem Weg nach die Vorgestern، آلفونس یوندراشک به عنوان نویسنده نمایشنامه ای به همین نام آورده شده‌است.
یکی از اولین نام‌های مستعار راینر می است که تحت آن نمایشنامه Geh und Fang den Wind را در سال ۱۹۶۵ منتشر کرد، تفسیری به زبان آلمانی از موفقیت Donovan Catch The Wind (متن آلمانی: Joe Menke). این نام مستعار ناخواسته ایجاد شد - تهیه‌کننده نام را اشتباه نوشته بود.
- ۱۹۷۱: اولین تور بزرگ (آلمان)

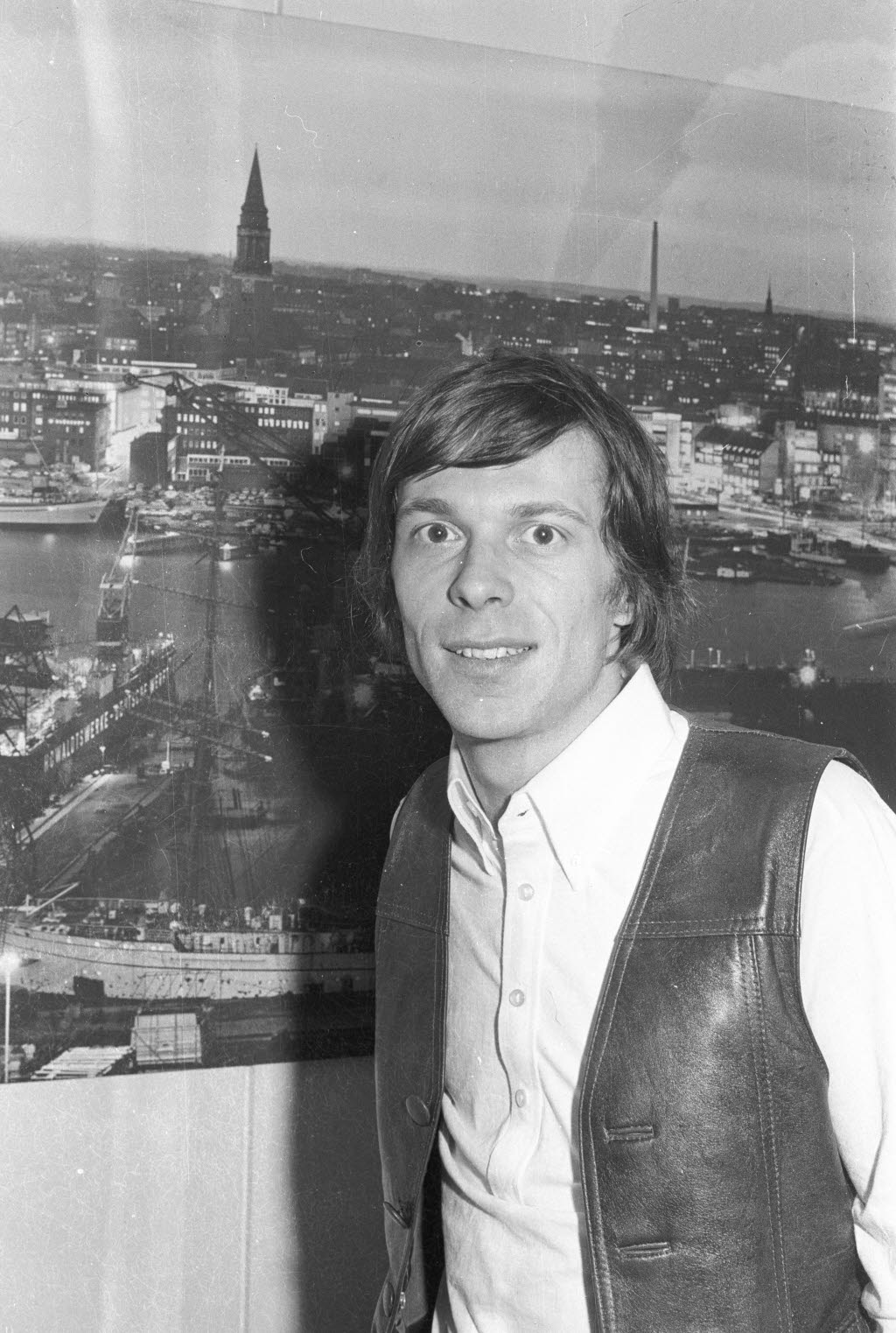
راینهارد می، ۱۹۷۱ در کیل

- ۱۹۷۲: تور ۱۴۲ شهر (آلمان، اتریش و سوئیس)
- ۱۹۷۴: تور ۳۰ شهر (فرانسه)
- ۱۹۷۶: تور ۴۰ شهر (فرانسه، بلژیک و هلند)
- ۱۹۷۶: اجرای سه هفته ای مهمان در کاخ کنگره پاریس
- ۱۹۷۷: تور ۳۰ شهر (فرانسه)
- ۱۹۷۷: ۷۲ گشت شهری (آلمان، اتریش و سوئیس)
- ۱۹۷۹: اجرای سه هفته ای مهمان در سالن موسیقی پاریس "Bobino"
- ۱۹۸۰: ۵۶ گشت شهری (آلمان، اتریش و سوئیس)
- ۱۹۸۳: تور ۶۰ روزه (آلمان، اتریش و سوئیس)
- ۱۹۸۶: تور بزرگ (آلمان، اتریش و سوئیس)
- ۱۹۸۸: تور ۵۵ شهر (آلمان)
- ۱۹۸۹: تور ۱۴ روزه (اتریش)
- ۱۹۹۰/۱۹۹۱: تور رنگی. ۵۵ شهر در آلمان، ۱۱ روز از طریق اتریش
- ۱۹۹۲/۱۹۹۳: همه چیز به تور می‌رود. ۶۰ روز از طریق آلمان، ۱۴ روز از طریق اتریش و سوئیس
- ۱۹۹۴/۱۹۹۵: همیشه در تور. ۶۰ روز از طریق آلمان، ۱۹ روز از طریق اتریش و سوئیس
- ۱۹۹۶/۱۹۹۷: تور بیکن. ۶۱ روز از طریق آلمان، ۱۷ شهر در اتریش و سوئیس
- ۱۹۹۸/۱۹۹۹: پیام در یک تور بطری. ۶۰ شهر در آلمان، ۲۷ شهر در اتریش و سوئیس
- ۲۰۰۰: تور قایقرانی تک دست. ۶۰ شهر در آلمان، اتریش و سوئیس
- ۲۰۰۲: تور Rüm Hart. 60 شهر در آلمان، اتریش و سوئیس
- ۲۰۰۵/۲۰۰۶: تور نانگاپاربات. ۶۰ روز از طریق آلمان و سوئیس، ۱۱ روز از طریق اتریش
- ۲۰۰۸: تور سگ‌های رنگارنگ. ۶۰ روز از طریق آلمان، اتریش و سوئیس
- ۲۰۱۱: تور بارانی می. ۶۲ روز از طریق آلمان و سوئیس
- ۲۰۱۴: تور "سپس آن را خوب انجام بده". ۶۰ روز از طریق آلمان
- ۲۰۱۷/۲۰۱۸: تور آقای لی. ۳۰ روز از طریق آلمان، ۱۰ روز از طریق اتریش

## جوایز و افتخارات
- 1968: Prix International de la Chanson française (به عنوان اولین خواننده خارجی)
- ۱۹۸۳: صلیب شایستگی بر روی روبان نشان شایستگی جمهوری فدرال آلمان
- ۱۹۸۷: نشان شایستگی ایالت برلین
- ۱۹۹۲: جایزه رکورد آلمان
- 1992: ECHO Pop برای یک عمر دستاورد
- ۱۹۹۴: جایزه کاباره آلمان
- ۱۹۹۶: فهرست آهنگ
- ۱۹۹۹: بهترین لیست آهنگ
- ۲۰۰۰: قایقران برای انجمن آلمان برای نجات افراد غرق شده کشتی
- ۲۰۰۱: صلیب شایستگی ۱ درجه نشان شایستگی جمهوری فدرال آلمان[۱۱]
- ۲۰۱۱: جایزه نویسنده موسیقی آلمان در بخش متن/ترانه‌سرا

## کارها
- راینهارد می: پیتر، داستان کوتاه در گلچین دوستی‌ها اثر ماری-لویز مرجان (ویرایشگر), Hoffmann and Campe, Hamburg 2004, ISBN 3-455-05141-3.
- راینهارد می، برند شرودر: هر چیز دیگری که دوست دارم بگویم. Kiepenheuer & Witsch, Cologne 2005, ISBN 978-3-462-03622-0.
- راینهارد می: از همان ابتدا. کتاب ترانه با مهمترین آهنگ‌های او (۱۹۶۹–۱۹۸۵). با تبلچر، تکنیک‌های چیدن گیتار، نت و متن کامل. Voggenreiter, Bonn 2005, ISBN 978-3-8024-0049-0.
- راینهارد می: بانتر هاند، کتاب آهنگ: سامر '۵۲. ماهیگیر و رئیس. ووتان و گرگ. سگ رنگارنگ سه جعبه از دوران کودکی. سه سال و یک روز من عاشق منشی ام هستم. ممنون پری خوب عزیز. من به یک ساملی نیاز دارم خیابان فردریش. خواهر بزرگتر کای کاخ فیلم شریدر. موسیقی می بیتل، برلین ۲۰۰۷، ISBN 978-3-925482-26-7.
- راینهارد می: همه آهنگ‌ها - Toutes les chansons، سیزدهمین، نسخه توسعه یافته. نسخه راینهارد می، برلین ۲۰۱۳، ISBN 978-3-925482-28-1 (آلمانی، فرانسوی).
- راینهارد می: تا امروز. کتاب ترانه ۷۳ آهنگ. Voggenreiter, Bonn 2014, ISBN 978-3-8024-1000-0 (متون و یادداشت‌ها).

## ادبیات
- جولیا کلوک: از تفاوت‌های ظریف تا اتوتراپی. تصنیف‌های معاصر با استفاده از مثال فرانتس یوزف دگنهارت، راینهارد می و هانس وادر، پایان‌نامه کارشناسی ارشد در دانشگاه کنستانز، ۱۹۹۷، DNB 1079280499، urn:nbn:de:bsz:352-opus-1666:{{{2}}}.
- مارک سیگالسکی: "آهنگ سیاسی" در جمهوری فدرال آلمان بین سالهای ۱۹۶۴ و ۱۹۸۹ با استفاده از نمونه فرانتس یوزف دگنهارت، هانس وادر و راینهارد می. (= eScripta. سری انتشارات گوتینگن برای مطالعات آلمانی دانشجویی، جلد 1. eScripta, Göttingen 2011، DNB 1013004485، پایان‌نامه کارشناسی ارشد در دانشگاه گوتینگن، سمینار برای زبان آلمانی، ۲۰۱۱، escripta.de (PDF; 1 MB؛ ۱۷۷ صفحه)، ISSN 2192-0559).
- آلبرت مایر : اشتیاق آیکندورف بر ابرهای راینهارد می (۲۰۲۱)

## فیلم سینما
- "شخصا" - راینهارد می. فیلمی از هایکه وسلر. پخش از ARD در سال ۱۹۹۴
- آلمان، هنرمندان شما – راینهارد می. مستندات داگمار ویتمرز. پخش ۱۶ ژوئیه ۲۰۰۸ در ARD